# En flûte
En flûte [aŋ flūt] — французский термин, позже перенятый другими странами. Означает парусный линейный корабль (обычно двухдечный), с сокращенным вооружением. В типичном случае, при вооружении en flûte пушки нижнего, гондека полностью снимались, а на верхнем, опердеке, сохранялись только в районе бака и шканцев.

## Происхождение термина
Существуют две версии происхождения. Одни считают, что фр. flûte прямо указывает на голландский флейт. Действительно, во французском флейт, как и флейта, обозначается этим словом. Но поскольку флейт не характерен именно сокращенным вооружением, а остальные детали, такие как особенности парусного вооружения, форма корпуса и особенно скругленная корма, не определяют корабли en flûte, возникла вторая версия.
По ней, особенностью en flûte являются пустующие пушечные порты, напоминающие отверстия флейты. Силуэт такого корабля якобы напоминает профиль флейты. Хотя в таком объяснении видна некоторая натяжка, оно прямо соответствует главной характеристике: вооружению.

## Назначение
Перевооружению en flûte подвергались морально устаревшие корабли, если требовалось увеличить их грузо- и пассажировместимость, но не превращать полностью в транспорты. Поскольку в век паруса специальных войсковых транспортов не было, под перевозку войск приспосабливались либо боевые корабли, либо наёмные или реквизированные торговые. В обоих способах имелись свои недостатки.
Первые были мало приспособлены для такой задачи: пространство в палубах было занято артиллерией, а многочисленная команда оставляла мало места пассажирам, тем более войскам с их вооружением, лошадьми и обозом. Вторые были хорошо приспособлены для перевозки грузов и войск, но нуждались в охранении. Кроме того, «купцы» не всегда были под рукой у флота, а торговые капитаны не всегда умели действовать совместно с военными.
Вооружение en flûte представляло собой промежуточный вариант между первыми двумя. Удаление пушек в средней части опер-дека, где ширина наибольшая, максимально высвобождало место в палубе без полного разоружения. Одновременно сокращалась численность орудийной прислуги. Корабль, однако, оставался частью флота, подчинялся военной дисциплине, комплектовался и содержался по флотским нормам. Например, 64-пушечный двухдечный корабль en flûte превращался в 22-пушечный, и все нормы сокращались соответственно. Теоретически переделки были минимальны, и когда надобность в увеличении вместимости отпадала, корабль возвращался к полному вооружению.

## Роль и место
Первыми стали применять сокращенное вооружение французы. Сильно разросшийся и часто обновляемый флот времен Кольбера предоставлял множество кораблей постарше, уже не считавшихся первоклассными и потому подходящих для переделки. Через некоторое время метод переняли англичане и голландцы.
Уделом кораблей en flûte были войсковые конвои. Помимо выгод быстрой переделки в транспорты, они, теоретически, сокращали потребность в охранении. В основном это оправдывалось, там где угроза была невелика. Местами, при нехватке кораблей охранения, они даже сами исполняли их роль. Но как показали многие примеры, если против местных пиратов или приватиров они годились, то при встрече с полноценным боевым кораблем они неизбежно проигрывали. Так, в 1755 году французские Alcide и Lys ничего не смогли поделать против эскадры Боскавена. А в 1781 году 44-пушечный HMS Mediator единолично взял три корабля из охранения франко-американского конвоя, включая один линейный en flûte.